# 쉬즈 더 맨
《쉬즈 더 맨》(영어:  She's the Man)은 2006년 개봉한 미국의 로맨틱 코미디 영화이다. 윌리엄 셰익스피어의 희곡 《십이야》에 영감을 얻어 제작되었다.

## 줄거리
바이올라 헤이스팅스는 콘월 프렙에서 여자 축구팀 선수로 뛰며 노스캐롤라이나 타 힐스에 합류하기를 희망한다. 팀이 해체되자 그녀와 팀원들은 남자 팀에 합류하려고 시도하지만 코치에게 거부당한다. 그녀의 남자친구 저스틴은 코치 편을 들고, 이로 인해 그들은 헤어지게 된다.
한편, 바이올라의 쌍둥이 오빠 세바스찬은 수업을 빼먹어 퇴학당한 후 일리리아 프렙으로 전학 갈 예정이었다. 대신 그는 몰래 밴드와 함께 런던으로 떠난다. 바이올라는 일리리아에서 그의 자리를 차지하고 변장하여 남자 축구팀에 합류하기로 결심한다. 이는 자신의 능력을 증명하고 여자 팀 취소 결정에 도전하기 위함이었다. 그녀의 동성애자 친구 폴의 도움으로 그녀는 외모를 바꾸고 세바스찬으로 등록한다.
일리리아에서 바이올라는 축구팀 주장인 듀크 오르시노와 방을 함께 쓴다. 그녀는 선수 선발전에서 코치에게 깊은 인상을 주지 못하고 2군으로 배치된다. 처음에는 사회성이 부족하다고 여겨졌던 바이올라는 폴이 피자 가게에서 여러 여자아이들과 함께 나타나 모니크와 헤어지는 모습을 연출한 후 인정을 받게 된다. 바이올라는 올리비아 레녹스를 실험 파트너로 배정받는데, 올리비아에게 감정을 품고 있던 듀크는 이를 못마땅해한다. 바이올라는 듀크가 축구 훈련을 시켜주면 올리비아의 마음을 얻는 것을 돕겠다고 제안한다. 그녀의 실력은 향상되고, 1군으로 승격된다.
학교 축제에서 바이올라와 듀크는 키싱 부스에서 교류한다. 듀크는 나중에 "세바스찬"에게 바이올라에게 감정이 생기고 있다고 고백한다. 한편, 올리비아는 "세바스찬"에게 관심을 보이며 질투를 유발하기 위해 듀크에게 데이트를 신청한다. 바이올라는 듀크가 자신에게 흥미를 잃었다고 오해하지만, 나중에 올리비아에게 "세바스찬"에게 직접 이야기하라고 격려한다.
세바스찬은 예상보다 일찍 런던에서 돌아와 일리리아에 도착한다. 올리비아는 자신의 감정을 고백하며 그에게 키스하고, 듀크는 이를 목격하게 되어 자신의 룸메이트라고 생각하는 사람과 대치하게 된다. 바이올라는 늦잠을 자 중요한 경기 전반전을 놓치고, 그동안 세바스찬이 그녀 대신 뛰며 고전한다. 하프타임에 바이올라는 오빠에게 상황을 설명하고, 그들은 자리를 바꾼다.
후반전 동안 듀크는 필드에서 협력하기를 거부한다. 바이올라는 이에 팀과 코치에게 자신의 정체를 밝히는 것으로 응수한다. 그녀는 남은 경기를 뛰며 결정적인 골을 넣는다. 경기 후 학교는 가장 행위의 전체 세부 사항을 알게 된다. 듀크는 나중에 바이올라와 화해한다. 세바스찬과 올리비아는 관계를 시작하고, 사기극을 몰랐던 바이올라의 부모는 개선된 의사소통에 동의한다. 바이올라와 듀크는 함께 데뷔탕트 무도회에 참석하고, 그녀는 일리리아 남자 축구팀에 합류한다.

## 출연
- 어맨다 바인스 - 바이올라(Viola) = 서배스천 헤이스팅스(Sebastian Hastings)
- 채닝 테이텀 - 듀크 오시노(Duke Orsino)
- 데이비드 크로스 - 호레이쇼 골드 교장(Principal Horatio Gold)
- 비니 존스 - 딩클리지 코치(Coach Dinklage)
- 앨릭스 브레킨리지 - 모니크 밸런타인(Monique Valentine)
- 존 파이퍼퍼거슨 - 로저(Roger)
- 줄리 해거티 - 대프니(Daphne)
- 린다 보이드 - 셰릴(Cheryl)
- 로버트 호프먼 - 저스틴 드레이턴(Justin Drayton)
- 제임스 커크 - 서배스천 헤이스팅스
- 조너선 사도스키 - 폴 앤토니오(Paul Antonio)
- 어맨다 크루 - 키아(Kia)

## 한국판 성우진(MBC)
- 문남숙 - 바이올라(어맨다 바인스)
- 이진홍 - 듀크(채닝 테이텀)
- 최수진 - 올리비아(로라 램지)
- 김호성 - 세바스찬(제임스 커크)
- 기경옥 - 엄마(줄리 해거티)
- 황윤걸 - 아빠(존 파이퍼퍼거슨)
- 김명수 - 교장 선생님(데이비드 크로스)
- 김순선 - 선생님(패트리샤 이드레트)
- 이병식 - 선생님(로버트 토티)
- 김강산 - 축구팀 감독(비니 존스)
- 김동현 - 축구 해설(켄 커비)
- 전수빈 - 폴(조너선 사도스키)
- 고성일 - 말콤(제임스 스나이더)
- 채의진 - 모니카(알렉산드라 브레킨리지)
- 노계현 - 토비(브랜던 제이 매클래런)
- 배정민 - 이본느(제시카 루커스)
- 정재헌 - 저스틴(로버트 호프먼)
- 박신희 - 키아(어맨다 크루)
- 류승곤 - 엔드류(클리프톤 머리)
- 유상우 - 소년(알베르토 기시)